# Phare de Torre d'En Beu
Le Phare de Torre d'En Beu est un petit phare situé à côté de la Torre d'En Beu proche de la ville de Santanyí, au sud de l'île de Majorque, dans l'archipel des Îles Baléares (Espagne).
Il est géré par l'autorité portuaire des îles Baléares (Autoridad Portuaria de Baleares) au port d'Alcúdia.

## Histoire
En Juin 1953, le maire de Santanyí a formalisé a demande d'un phare pour aider les pêcheurs du petit port de Cala Figuera en leur facilitant l'entrée du port la nuit.
Identifiant : ARLHS : BAL-073 ; ES-33830 - Amirauté : E0312.6 - NGA : 5172 .
|                            |
| Le phare et Torre d'En Beu |

|          |
| Le phare |